# Acción voluntaria
La acción voluntaria es un movimiento anticipado orientado a un objetivo. El concepto de acción voluntaria surge en muchas áreas de estudio, incluidos la psicología cognitiva, el condicionamiento operante, la filosofía, la neurología, la criminología y otras ramas de la ciencia. Además, la acción voluntaria tiene varios significados según el contexto en el que se utilice. Por ejemplo, la psicología operante utiliza el término para referirse a las acciones que son modificables por sus consecuencias. Una explicación más cognitiva podría referirse a la acción voluntaria como la identificación de un resultado deseado junto con la acción necesaria para lograr ese resultado. La acción voluntaria a menudo se asocia con la conciencia y la voluntad. Por ejemplo, el psicólogo Charles Nuckolls sostiene que controlamos nuestro comportamiento voluntario y que no se sabe cómo llegamos a planificar qué acciones se ejecutarán. Muchos psicólogos, en particular Tolman, aplican el concepto de acción voluntaria tanto al comportamiento animal como al humano, planteando la cuestión de la conciencia animal y su papel en la acción voluntaria. (Ver conciencia animal )

## Historia: William James acerca de la acción voluntaria
El concepto de acción voluntaria fue discutido por William James en su influyente libro The Principles of Psychology (1890). James afirma que para que un acto sea clasificado como voluntario, debe estar previsto, a diferencia de la acción involuntaria que ocurre sin previsión. James sugiere, por ejemplo, que la idea de un movimiento particular es una acción voluntaria; sin embargo, el movimiento mismo, una vez que se ha formado la idea, es involuntario, siempre que la acción misma no requiera más pensamiento. La acción voluntaria surge porque los humanos y los animales desean cumplir deseos. Para cumplir estos deseos, los humanos y los animales forman objetivos y se emprenden acciones voluntarias para lograr estos objetivos. 
Algunos de los términos que usó James para describir la acción voluntaria, como el deseo, ahora están desactualizados y su enfoque introspectivo está en desuso, pero muchas de sus ideas aún encuentran un lugar en el pensamiento actual.